# Международный отдел ЦК КПСС

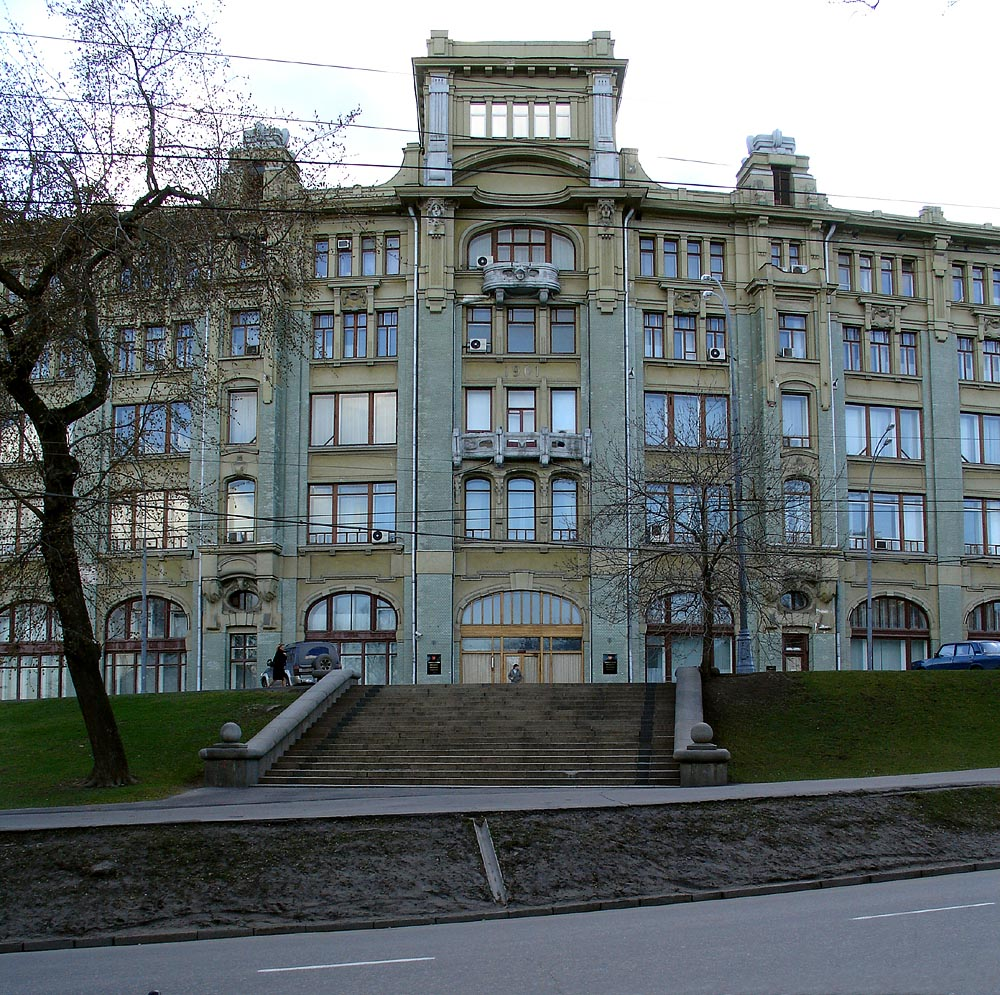
Бывшее здание Иностранного отдела ЦК КПСС на Старой площади, 8, ранее гостиница «Боярский двор», ныне Администрация Президента России.

Международный отдел ЦК КПСС — подразделение, вырабатывавшее и проводившее международную политику КПСС и СССР. Образован 13 июня 1943 года на базе Исполкома Коминтерна. Руководителем отдела по должности являлся Секретарь ЦК КПСС.

## История
В период после Октябрьской революции и до Второй мировой войны связями КПСС с другими коммунистическими партиями, а также деятельностью типа «активных мероприятий», ведал III Интернационал (Коминтерн).
Международный отдел явился фактическим преемником Исполкома Коминтерна после роспуска последнего в 1943 году. Он развивал и поддерживал, в том числе и финансово, становление и развитие коммунистических партий в разных регионах мира.
До 1957 года Международный отдел курировал отношения как с правящими, так и с не находящимися у власти компартиями, однако после кризиса 1956 года (Венгерское восстание 1956 года) ответственность за связи с правящими компартиями была передана новосозданному Отделу по связям с коммунистическими и рабочими партиями социалистических стран, во главе которого стал Юрий Андропов — бывший Посол СССР в Венгрии.
По свидетельству А. Черняева отдел стал инкубатором ревизионизма:
естественность зарождения ревизионизма в таких звеньях, как международные отделы ЦК… Ибо мы-то знали мир и знали, что никто на нас не нападет, знали и то, что такое на самом деле МКД [Международное коммунистическое движение] — и что дело его дохлое… Недаром же и в СЕПГ и особенно в аппарате ЦК КПСС международников еще со времен Трапезникова считали ревизионистами и терпели только потому, что без них "технически" невозможно было поддерживать отношения с компартиями и держать их в своем обозе.

## Функции
Международный отдел курировал и координировал все внешнеполитические аспекты деятельности Министерства иностранных дел, КГБ, соответствующих отделов Министерства обороны («отдел не отвечал за дипломатическую, разведывательную и другую деятельность наших государственных учреждений в отношениях с зарубежными странами и не курировал деятельность этих организаций», — отмечал бывший консультант Отдела проф. Меньшиков, Станислав Михайлович), а также своеобразных «мозговых центров» — Института США и Канады и Института мировой экономики и международных отношений, оказывал помощь Отделу пропаганды и агитации ЦК КПСС и советской прессе в ведении различных пропагандистских кампаний, руководил деятельностью редакции журнала «Проблемы мира и социализма».
По некоторым оценкам, являлся фактически отдельной от КГБ СССР и ГРУ самостоятельной международной спецслужбой СССР.
Международный отдел нёс ответственность за связь с не находящимися у власти левыми (коммунистическими, социалистическими, рабочими) партиями за рубежом, прокоммунистическими и просоветскими международными организациями, движениями сопротивления, обществами дружбы. «… (в 1986 году) положение об отделе было составлено ещё во времена Коминтерна и главной задачей отдела считало поддержание гласной и негласной связи с компартиями и разными радикальными партиями и движениями в зарубежных странах»
Через эту сеть велось распределение материальной помощи, а также пропаганда и идеологическое руководство в международных вопросах.
Международный отдел играл важнейшую роль в планировании, координировании и руководстве различными «активными мероприятиями», то есть программ дезинформации и подлогов, направленных на дискредитацию представления о США в других странах и подрыв американских внешнеполитических целей.
В штате Международного отдела в 1986 году было около 300 человек, относившихся к различным географическим и функциональным бюро. Также к работе в отделе привлекались референты и инструкторы, состоящие в штате других организаций (например, Академии наук СССР).
Размещался Международный отдел в комплексе зданий в Москве на Старой Площади, дом 8/5, в «Третьем подъезде».

### Международное сотрудничество
После распада (роспуска) Международной организации Коминтерн, роль его правопреемника выполнял Международный отдел ЦК КПСС.
Были 15 правящих коммунистических партий:
| Страна                                             | Партия                                     |
| -------------------------------------------------- | ------------------------------------------ |
| СССР                                               | КПСС                                       |
| Социалистическая Федеративная Республика Югославия | Союз коммунистов Югославии                 |
| Социалистическая Республика Румыния                | Румынская коммунистическая партия          |
| Народная Республика Болгария                       | Болгарская коммунистическая партия         |
| Польская Народная Республика                       | Польская объединённая рабочая партия       |
| Германская Демократическая Республика              | Социалистическая единая партия Германии    |
| Чехословацкая Социалистическая Республика          | Коммунистическая партия Чехословакии       |
| Венгерская Народная Республика                     | Венгерская социалистическая рабочая партия |
| Народная Республика Албания                        | Албанская партия труда                     |
| Демократическая Республика Афганистан              | Народно-демократическая партия Афганистана |
| Монгольская Народная Республика                    | Монгольская народно-революционная партия   |
| Китайская Народная Республика                      | Коммунистическая партия Китая              |
| Социалистическая Республика Вьетнам                | Коммунистическая партия Вьетнама           |
| Республика Куба                                    | Коммунистическая партия Кубы               |
| Корейская Народно-Демократическая Республика       | Трудовая партия Кореи                      |

Не правящие Коммунистические партии:
| Страна    | Партия                              |
| --------- | ----------------------------------- |
| США       | Коммунистическая партия США         |
| Канада    | Коммунистическая партия Канады      |
| Франция   | Французская коммунистическая партия |
| Италия    | Итальянская коммунистическая партия |
| Ливан     | Ливанская коммунистическая партия   |
| Япония    | Коммунистическая партия Японии      |
| Индия     | Коммунистическая партия Индии       |
| Бангладеш | Коммунистическая партия Бангладеш   |
| Пакистан  | Коммунистическая партия Пакистана   |
| Ирак      | Иракская коммунистическая партия    |

## Прежние наименования
- Отдел международной политики ЦК ВКП(б) (13 июня 1943 — 29 декабря 1945)
- Отдел внешней политики ЦК ВКП(б) (29 декабря 1945 — 10 июля 1948)
- Отдел внешних сношений ЦК ВКП(б) (10 июля 1948 — 12 марта 1949)
- Внешнеполитическая комиссия ЦК ВКП(б) (12 марта 1949 — 13 октября 1952)
- Внешнеполитическая комиссия КПСС (13 октября 1952 — 27 октября 1952)
- Комиссия ЦК КПСС по связям с иностранными коммунистическими партиями (27 октября 1952 — 19 марта 1953)
- Отдел ЦК КПСС по связям с иностранными коммунистическими партиями (19 марта 1953 — 21 февраля 1957)
- Международный отдел ЦК КПСС по связям с коммунистическими партиями капиталистических стран (21 февраля 1957 — октябрь 1988)
- Международный отдел ЦК КПСС (с октября 1988 до приостановления деятельности КПСС 29 августа 1991 года)

## Руководители
|                                                  |                                                        |                                                            |                                             |
| Димитров Георгий Михайлович 27 декабря 1943—1945 | Суслов Михаил Андреевич 13 апреля 1946 — 12 марта 1949 | Григорьян Ваган Григорьевич 12 марта 1949 — 16 апреля 1953 | Суслов Михаил Андреевич 16 апреля 1953—1954 |
|                                                  |                                                        |                                                            |                                             |
| Степанов Василий Павлович 1954—1955              | Пономарёв Борис Николаевич 1955—1986                   | Добрынин Анатолий Фёдорович 1986—1988                      | Фалин Валентин Михайлович 1988—1991         |

## Состав на 1986 год
По данным Государственного департамента США, в 1986 году в международном отделе работали:

### Первые заместители руководителя
- член ЦК КПСС Загладин Вадим,
- член ЦК КПСС Корниенко Георгий.

### Заместители руководителя
- Брутенц Карен[8] — кандидат в члены ЦК КПСС, член президиума Общества востоковедения
- Зуев Юрий;
- Коваленко Иван — член президиума Общества востоковедения;
- Урнов Андрей;
- Шапошников Виталий — член Всемирного совета мира.

### Заведующие секторами
- Грядунов Юрий (Ближний Восток и Северная Африка) — член президиума Общества востоковедения.
- Кудачкин Михаил (Латинская Америка);
- Куцобин Петр (Индия) — член президиума Общества востоковедения;
- Легасов Алексей (общества дружбы);
- Лисоволик Дмитрий (США);
- Мочалин Дмитрий (ФРГ, Австрия) — член Всемирного совета мира
- Перцов Владимир (Испания);
- Поляков Генрих (Афганистан);
- Пышков Борис (Франция, Португалия);
- Роздорожный Иван (Скандинавия);
- Рыкин Виктор Сергеевич;
- Сенаторов Алексей (Япония, Дальний Восток);
- Смирнов Генрих (Италия)[9];
- Стародубов Виктор;
- Толстиков Владимир;
- Харламов Юлий (ВСМ);
- Шариф Джавад (Англия);
- Шумейко Григорий (международные организации)

### Заместители заведующих секторами
- Денисов Евгений (Мали, Эфиопия);
- Кузьмин Сергей (Сирия);
- Фёдоров Владимир (Скандинавия)

### Инструктора
- Ворожейкин Евгений (Швеция);
- Егоров В.

### Ответственные работники
- Бажанов Евгений;
- Бокелев А.;
- Вавилов Алексей;
- Вебер Александр (Италия);
- Веселицкий Афанасий (Италия);
- Гуськов Александр Сергеевич (Йемен, национально-освободительные движения арабских стран);
- Егоров Б.; Дроздов Эдуард,;
- Игнатьев Александр;
- Капский Эдуард (Ангола, Мозамбик);
- Клюев Борис (Индия);
- Кобелев Евгений;
- Козлов Юрий (Гондурас, Венесуэла) — директор Института Латинской Америки;
- Корендясов Евгений (Чёрная Африка);
- Костягин А.;
- Кошелев Юрий;
- Крылов А.;
- Кудинов Валерий;
- Лагутин Евгении;
- Матузов Вячеслав[10] (Ливан, Сирия);
- Моисеенко-Еликий Дмитрии;
- Муравьев Дмитрий;
- Пастухов Дмитрий;
- Петрук Борис (Ангола, Замбия) — старший научный сотрудник Института Африки АН СССР
- Романов (Германия);
- Рымко Евгений[11] — зам. начальника 2-го европейского отдела МИД СССР
- Семенков Карл;
- Семиволос Сергей;
- Слепов Николай (Греция);
- Смирнов Степан (Финляндия);
- Тихменев Владимир (Чили, Перу, Уругвай);
- Травкин Владимир (Мексика, Гватемала);
- Тютюнов В.;
- Уласевич Владимир (Ямайка, Канада);
- Фоменко Владимир;
- Хлебников Л.;
- Чурилов Евгений (Сальвадор, Парагвай);
- Шеменков Карл (Греция)

### Группа консультантов
- Руководитель — Жилин Юрий.
- Ежов Всеволод[12] — доктор исторических наук, главный научный консультант сериала «Семнадцать мгновений весны»;
- Ермонский
- Иваницкий Олег (Италия);
- Ковальский Николай — старший научный сотрудник Института мировой экономики и международных отношений
- Козлов Алексей;
- Лобов Алексей (Ирак);
- Меньшиков Станислав[13];
- Мидцев Вениамин (Африка);
- Минеев Алексей (Колумбия, Панама);
- Сиденко Виктор (Африка);
- Собакин Вадим — заместитель председателя Ассоциации советских юристов;
- Соколов Игорь;
- Шараев Владимир Иванович (Эфиопия)